# Данько, Наталия Яковлевна
Ната́лия Я́ковлевна Данько́ (Данько́-Алексе́енко; 1892—1942) — советский скульптор-керамист.

## Биография

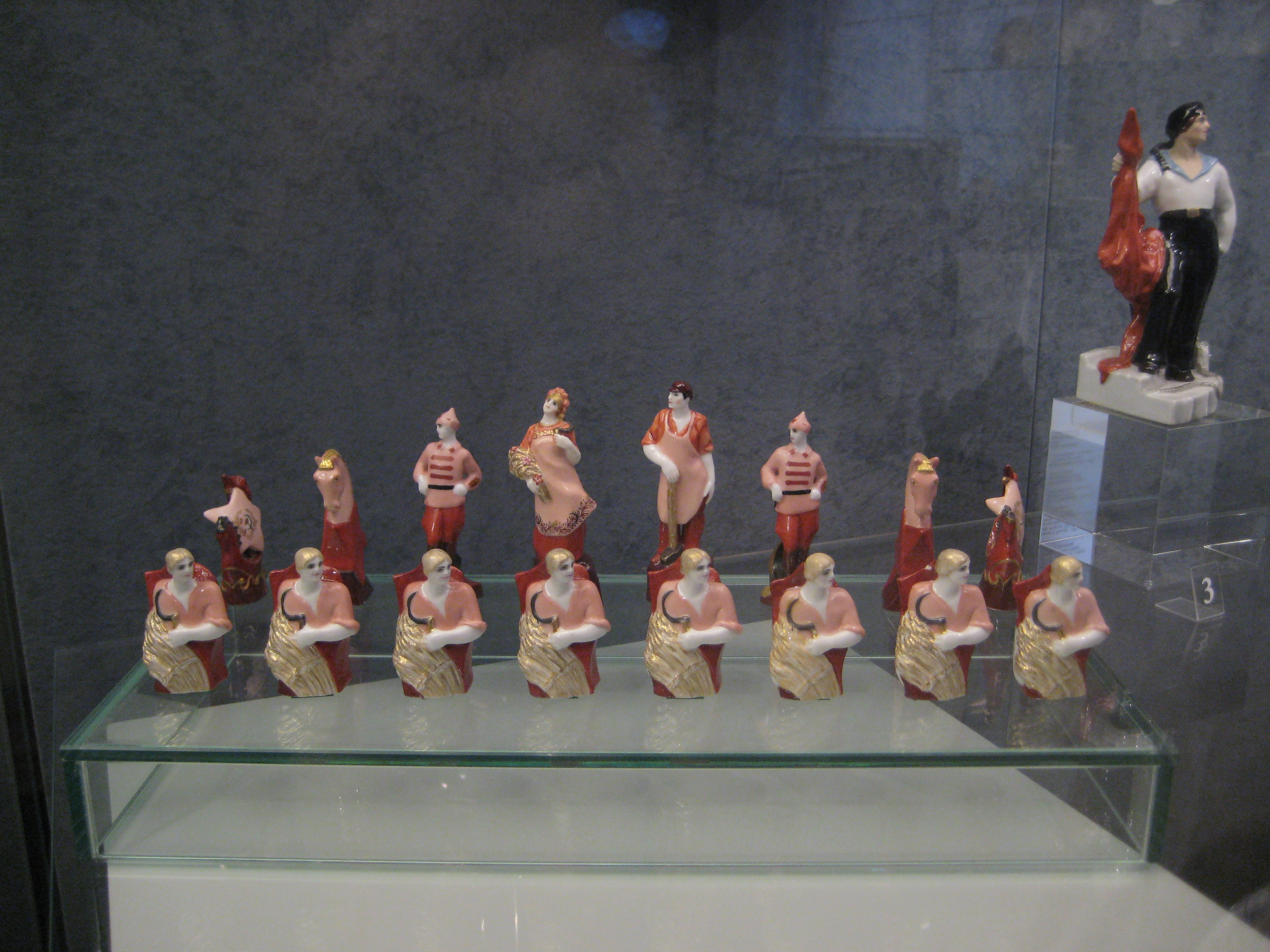
Фарфоровые шахматы (1922)

Наталья Данько родилась в 1892 году в Тифлисе в семье железнодорожных служащих — Якова Афанасьевича Данько (1860—?) и его жены Ольги Осиповны (Иосифовны), урождённой Просвиряковой (ок. 1865 — 1942). 
В 1900—1902 училась в Строгановском художественном училище в Москве. Затем обучалась в различных частных студиях. С 1906 по 1908 годы училась у Яльмара Яансона в Вильно. В 1908—1909 годах училась в Санкт-Петербурге в мастерских Л. В. Шервуда и В. В. Кузнецова. В 1909—1914 годах в основном работала в Санкт-Петербурге, где занималась скульптурным украшением построек архитекторов В. А. Щуко, И. А. Фомина и других. В 1911 году выполняла скульптурный декор на выставках в Риме и Турине. С 1914 года вместе с В. В. Кузнецовым работает в скульптурной мастерской Императорского фарфорового завода в Петрограде. В 1919 году стала заведующим скульптурного отдела завода.
В 1923 году Наталия Данько создала скульптурную группу «Пятилетие Красной Армии». Работа, получившая широкую известность, представляла собой стоящих в полный рост партизана с винтовкой и красноармейца с красным флагом. Между ними стояла стопа книг с надписью «История Красной Армии СССР». Эта работа стала логическим завершением серии изделий, ставших символом новой зарождающейся эпохи, скульптурами «Партизан в походе», «Милиционер», «Вышивающая знамя», «Работница, говорящая речь», «Матрос со знаменем», шахматами «Красные и белые».

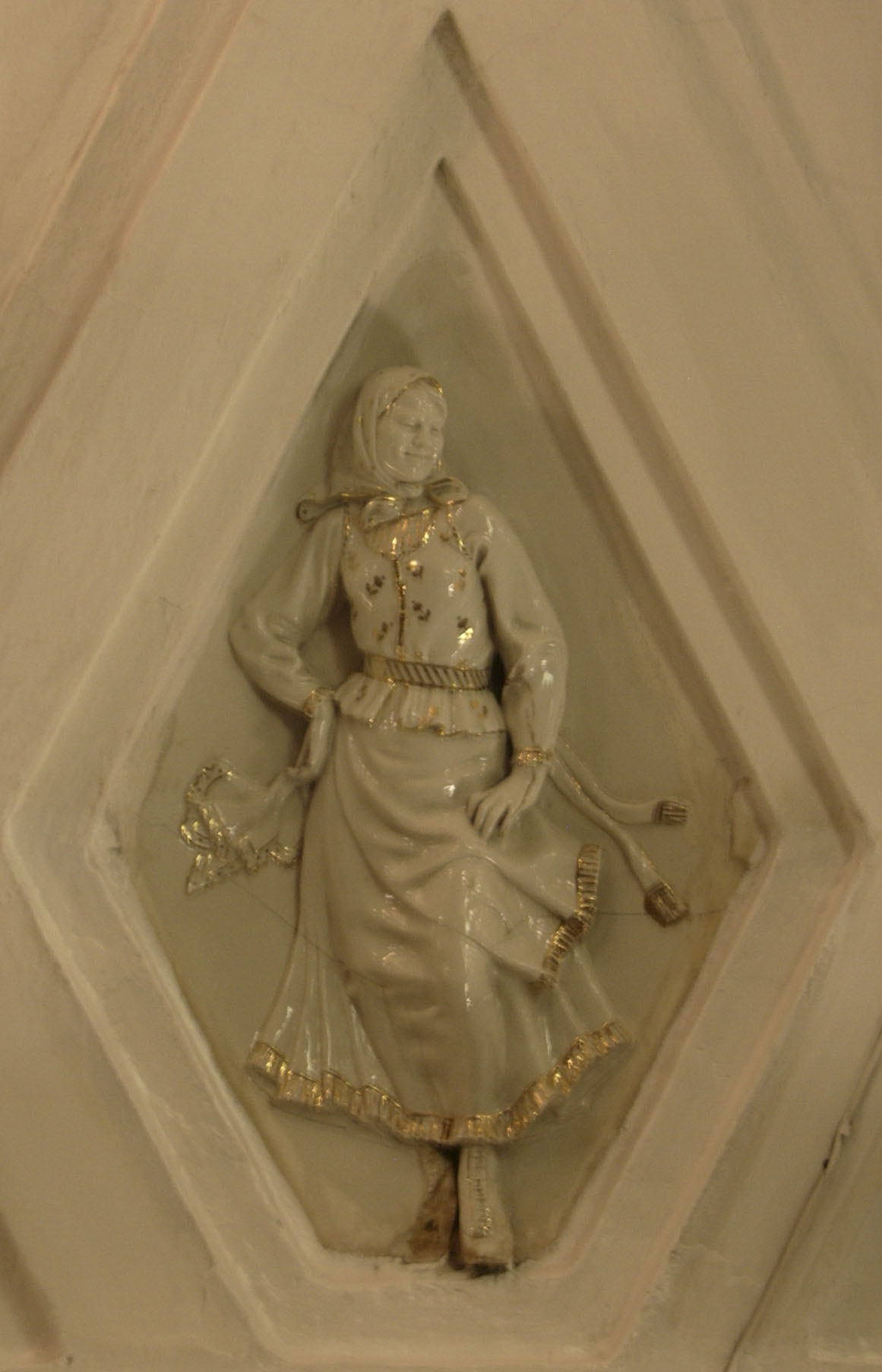
Фарфоровая фигурка на станции метро «Театральная» (1938)

Наталия Данько создала более 300 скульптурных работ. Наиболее известные: «Красноармеец», «Работница, вышивающая знамя», «Матрос» (1919), «Милиционер» (1920), «Грузчики», «Гадалка», «Голод», «Шахматы» (1922), «Работница», «Женщина со снопом» и другие. Также создавала портретные фигуры: «Нижинский», «Фёдорова 2-я» (1922), «Анна Ахматова», «Мейерхольд» (1935), «Папанинцы на льдине» (1937). Многие ранние работы расписывала сестра Натальи — Елена Данько.
Во время Великой Отечественной войны Наталья Данько оказалась в блокадном Ленинграде. В конце февраля 1942 года вместе с сестрой и матерью была эвакуирована в город Ирбит. По пути из-за последствий истощения сестра и мать умерли. Сама же Наталья умерла 18 марта 1942 года, вскоре после приезда в Ирбит.

## Работы
- Северный речной вокзал (Москва)
- метро «Театральная» (Москва)

## Семья
- Отец — Яков Афанасьевич Данько (1860—?) — деятель революционного движения.
- Сестра — Елена Яковлевна Данько (1898—1942) — советская писательница и художница.

## Адреса
С июня 1935 г. по 27 февраля 1942 г. — набережная канала Грибоедова, д. 9, кв. 57.